# Régiment de Lorraine (1684-1762)
Pour les articles homonymes, voir Régiment de Lorraine (homonymie).
Le régiment de Lorraine est un régiment d’infanterie de l’armée royale française créé en 1684 sous le règne de Louis XIV. Il fait partie des nombreux régiments levés à la fin du XVIIe siècle pour renforcer les effectifs engagés dans les guerres de la monarchie française en Europe.
Actif pendant près de 80 ans, il participe à de nombreuses campagnes militaires, en Europe et aux Indes. À la suite de la réforme militaire de 1762, le régiment de Lorraine est dissous, ses effectifs étant intégrés dans le Régiment d'Aunis.

## Création et différentes dénominations
- 1er décembre 1684 : création du régiment de Lorraine
- 10 décembre 1762 : incorporé dans le régiment de Vaubécourt (1755-1762)

## Colonels et mestres de camp
- 21 février 1684 : Charles de Monchy, marquis d’Hocquincourt le 25 décembre 1689, petit-fils du maréchal d’Hocquincourt, brigadier, † 11 juillet 1690
- 1690 : Jean Georges de Monchy, marquis d’Hocquincourt, frère du précédent, né le 20 mai 1662, † 27 août 1692
- 4 octobre 1692 : Jean Marie de Percin, marquis de Montgaillard, brigadier le 2 avril 1703, † décembre 1703
- 16 décembre 1703 : Jean Charles de Bournel de Namps, marquis de Monchy[1]
- 29 mars 1710 : François-Hercule de la Mothe (1688-1710), comte de La Mothe-Houdancourt, tué à la défense d’Aire.
- 27 janvier 1711 : Jean Étienne de Varennes-Gournay, brigadier le 1er février 1719, maréchal de camp le 1er août 1734, † 15 novembre 1736 âgé de 49 ans
- 25 novembre 1734 : Claude François Léonord de Saint-Mauris, comte de Montbarrey, brigadier le 20 février 1743, maréchal de camp en décembre 1745 par brevet expédié le 1er mai, déclaré lieutenant général des armées du roi en décembre 1748 par pouvoir expédié le 10 mai, † 30 mai 1751 âgé de 77 ans
- 1er décembre 1745 : Jean François Hubert Le Ver, marquis de Caux, 3 novembre 1704, brigadier le 10 mai 1748, † 1763
- 10 février 1749 : renforcé par incorporation du régiment du Gâtinais, à l’exception des grenadiers
- février 1759 : Jules Marc Antoine de Morel, comte d’Aubigny

## Historique des garnisons, combats et batailles
Le régiment de Lorraine arborait trois drapeaux : un drapeau blanc colonel, et deux d’ordonnance « verts et gris de lin par opposition, avec croix blanches ».
La tenue comprenait une veste rouge, des boutons et galons jaunes, avec des poches ordinaires.

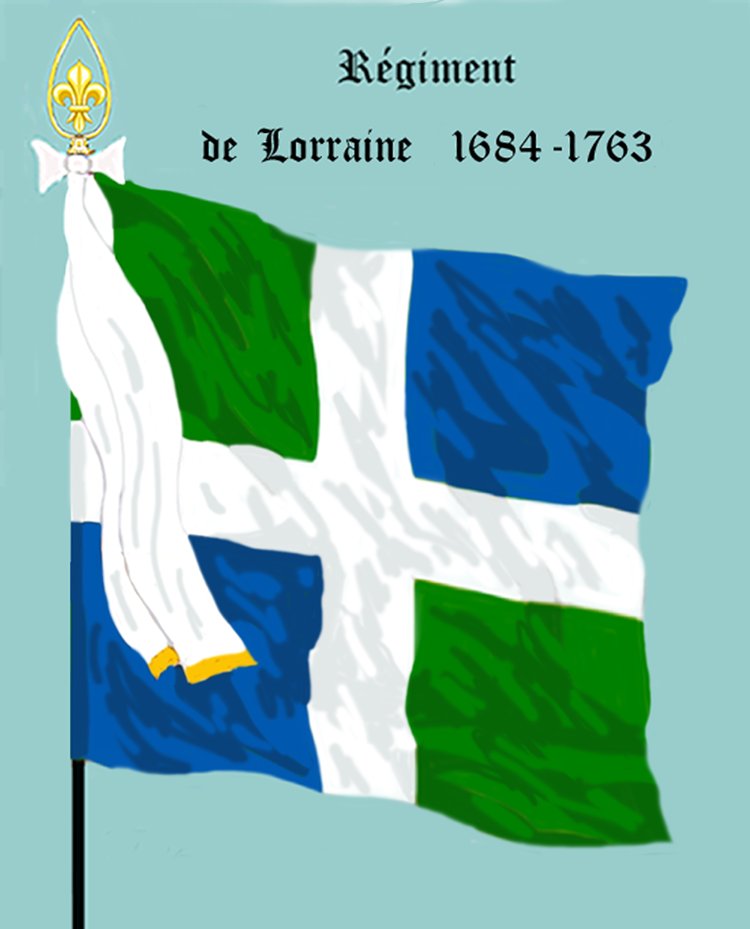
de 1684 à 1762
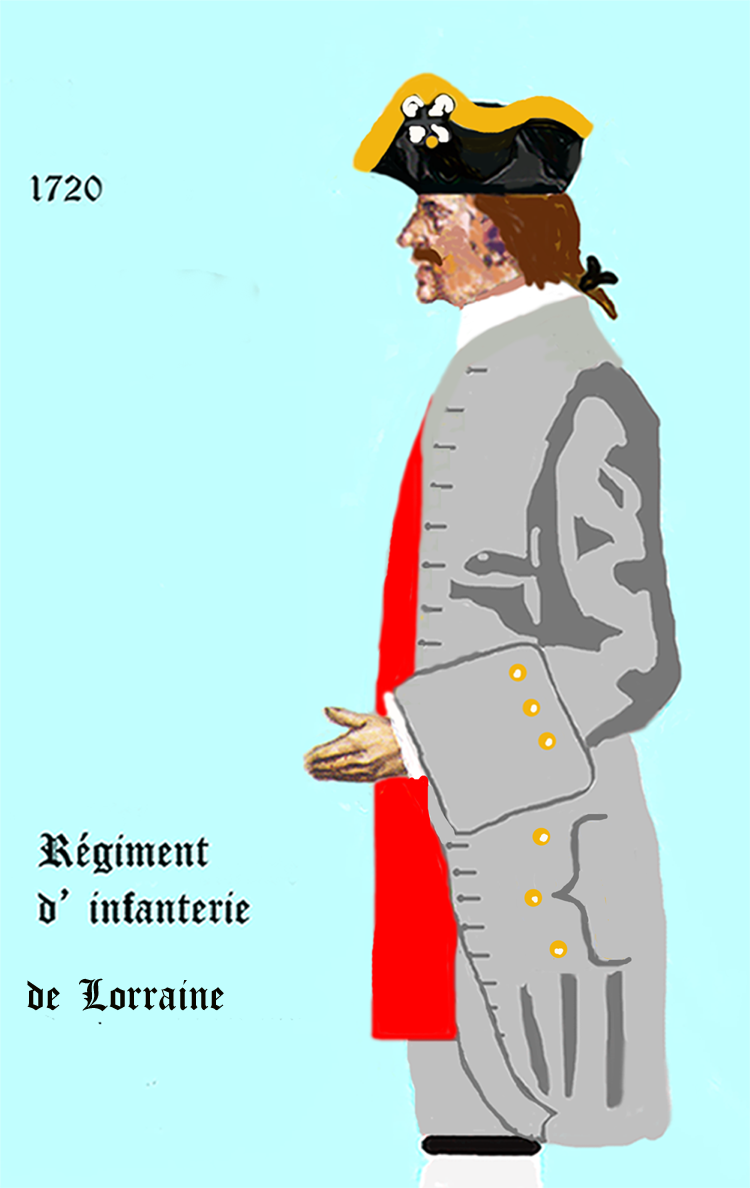
de 1720 à 1734
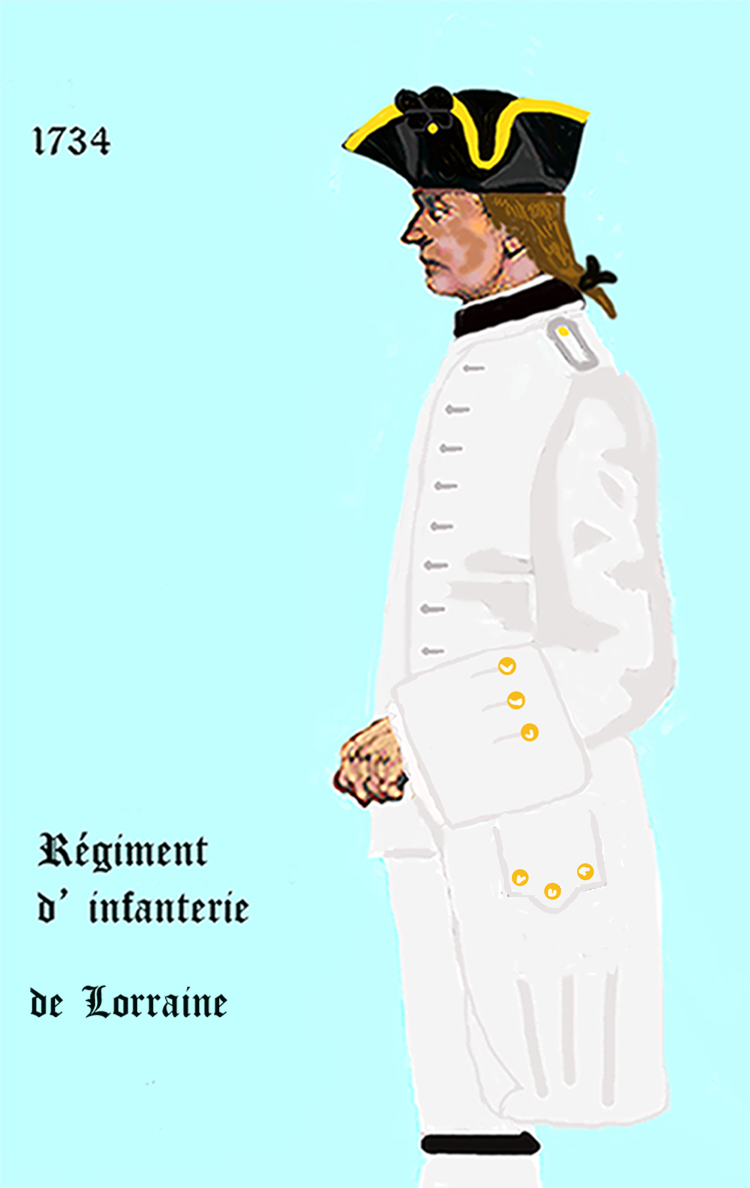
de 1734 à 1757

- 1684 : Flandre
- 1690 : Fleurus (1er juillet) où le colonel et six officiers sont tués, Meuse
- 1692 : le colonel est tué près d’Huy (27 août), Namur
- 1693 : Alpes en 1693 ; La Marsaglia (4 octobre)
- 1694 : Allemagne
- 1695 : Flandre
- 1696 - 1697 : Meuse
- 1701 : au début de la guerre de succession d'Espagne dans les Pays-Bas espagnols, un bataillon du régiment de Lorraine est envoyé par le maréchal de Boufflers en 1701 pour défendre la place d'Ostende[3].
- 1702 : Allemagne, Friedlingen (14 octobre)
- 1703 : Kehl, Bavière
- 13 août 1704 : Hochstedt
- 1705 - 1706 : Moselle
- 1707 : Flandre
- 11 juillet 1708 : Audenarde
- 11 septembre 1709 : Malplaquet
- 1710 : défense d’Aire où le colonel est tué
- 1712 : Denain, Douai, Le Quesnoy, Bouchain
- 1713 : Landau, Fribourg
- 1733 : occupation de la Lorraine
- 1734 : Philippsbourg (2 juin - 18 juillet)
- 1735 : Klausen
- 1742 : Flandre
- 1743 : Bavière
- 1744 - 1745 : Alsace
- 1746 : Flandre, Mons, Charleroi, Raucoux (11 octobre)
- 1747 : Lawfeld (2 juillet), Berg-op-Zoom (14 juillet - 18 septembre)
- 1748 : en garnison à Marsal
- 1757 : le 1er bataillon passe dans l’Inde (janvier)[4].
- 29 avril 1758 : Gondelour
- 1759 : Madras
- 1760 : défense de Pondichéry
- 1761 : retour en France

Lors de la réorganisation des corps d'infanterie français de 1762, les deux bataillons du régiment de Lorraine sont incorporés dans le Régiment d'Aunis. Le régiment de Lorraine disparaît alors définitivement.

## Personnalité
- Louis Charles de Jurgy de La Varenne alors enseigne.

### Sources et bibliographie
- Cinquième abrégé de la carte générale du militaire de France, sur terre et sur mer - Depuis novembre 1737, jusqu’en décembre 1738, Pierre Lemau de La Jaisse, Paris 1739
- Chronique historique-militaire, Pinard, tomes 5, 7 et 8, Paris 1762, 1764 et 1778
- Lieutenant général de Vault, Mémoires militaires relatifs à la guerre d'Espagne sous Louis XIV, vol. 1, Imprimerie Royale (Paris), 1835, 910 p. (lire en ligne).